# Odysseus (jeu de société)
Pour les articles homonymes, voir Odysseus.
 (juin 2025).
Si vous disposez d'ouvrages ou d'articles de référence ou si vous connaissez des sites web de qualité traitant du thème abordé ici, merci de compléter l'article en donnant les références utiles à sa vérifiabilité et en les liant à la section « Notes et références ».
Odysseus est un jeu de société basé sur le thème de l'Odyssée.

## Titres
- Titre international : Odysseus.
- Titre français : La Fureur des Dieux[1].

## Principe
Jeu de tactique où les joueurs incarnent des dieux avec chacun un pouvoir différent. Leur but est d'amener Ulysse vers des objectifs qui leur rapportent le plus de point.